# (4000) Гиппарх
(4000) Гиппарх (англ. Hipparchus, 1989 AV) — тёмный астероид центральной части пояса астероидов, приблизительно 17 км в диаметре. Астероид открыли 4 января 1989 года японские астрономы Сэйдзи Уэда и Хироси Канэда в обсерватории Кусиро на Хоккайдо, Япония. Астероид, вероятно, принадлежит классу C и имеет период вращения 3,4 часа. Объект был назван в честь греческого учёного Гиппарха.

## Орбита и классификация
Гиппарх не принадлежит к какому-либо семейству астероидов главного пояса. Астероид вращается вокруг Солнца в центральной части пояса астероидов на расстоянии 2,3—2,9 а.е. с периодом 4 года 2 месяца (1523 дня, большая полуось орбиты равна 2,59 а.е.). Эксцентриситет орбиты равен 0,11, наклон составляет 3 градуса относительно плоскости эклиптики. Дуга наблюдения объекта начинается со времени до открытия, объект  был обнаружен на снимках области неба от ноября 1954 года, выполненных в Паломарской обсерватории, то есть за 34 года до официального открытия.

## Наименование
Данная малая планета была названа Международным астрономическим союзом в честь греческого астронома Гиппарха (190 — 120 гг до н.э.), одного из величайших астрономов древнего мира. Гиппарх ввёл систематический и критический подход в теоретической и наблюдательной астрономии. Также в честь Гиппарха были названы кратеры на Луне и Марсе. Официальное название было опубликовано Центром малых планет 21 ноября 1991 года. Другие астероиды с кратными 1000 номерами также названы в честь выдающихся астрономов:
- (1000) Пиацция назван в честь Джузеппе Пьяцци, первооткрывателя Цереры,
- (2000) Гершель в честь Уильяма Гершеля, первооткрывателя Урана,
- (3000) Леонардо в честь Леонардо да Винчи.

За астероидом (4000) Гиппарх следуют астероиды  (5000) МАС (в честь Международного астрономического союза), (6000) Объединённые нации (в честь Организации объединённых наций), (7000) Кюри (в честь Пьера Кюри и Марии Кюри) и (8000) Исаак Ньютон, а (9000) Hal (в честь HAL 9000 из Космической одиссеи 2001 года) и (10000) Мириостос (в честь греческого слова для 10000, а также в честь всех астрономов) были названы в соответствии с прямыми ассоциациями.

## Физические характеристики
На основе низкого альбедо, около 0,04–0,05 (см. ниже), Гиппарх, по всей вероятности, состоит в основном из углеродных пород, а не из силикатных; астероиды C-класса являются наиболее распространёнными в поясе астероидов среди астероидов углеродного состава.

### Период вращения
В феврале 2014 года была получена кривая блеска астероида Гиппарх по данным фотометрических наблюдений, выполненных астрономами Академии Филлипса и HUT. Анализ кривых блеска показал, что период вращения составляет 3,418 ± 0,001 часа при амплитуде блеска 0,11 звёздной величины. Предыдущие наблюдения в рамках обзора Palomar Transient Factory в августе 2012 года дали фрагментарную кривую блеска с более длинным периодом в 7,935 часа.

### Диаметр и альбедо
Согласно обзорам, проведённым японским спутником Akari и миссией  NEOWISE аппарата Wide-field Infrared Survey Explorer, Гиппарх имеет размеры от 15,13 до 18,87 км в диаметре, а поверхность обладает низким альбедо от 0,039 до 0,052. Источник Collaborative Asteroid Lightcurve Link предполагает стандартное значение альбедо для каменистого астероида, а не углеродного, что приводит к более маленькому значению диаметра,  8,18 км при абсолютной звёздной величине 12,8.